# Víktor Pàvlik
Víktor Pàvlik (en ucraïnès Віктор Франкович Павлік) (Terébovlja, 31 de desembre de 1965) és un cantant i guitarrista ucraïnès que rebé el títol d'Artista meritori d'Ucraïna (заслужений артист України) el 1999.

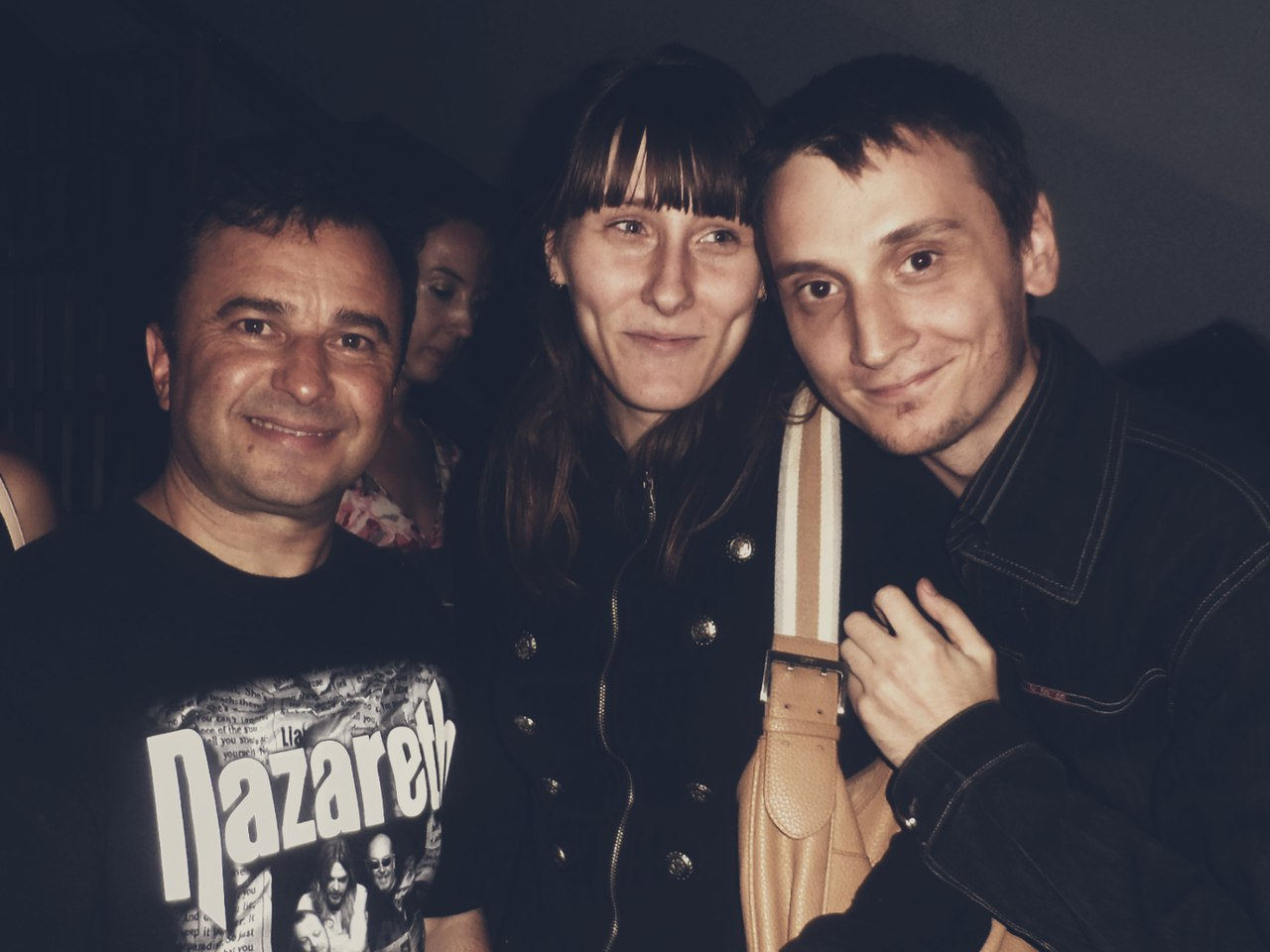

## Carrera musical
Després de graduar-se a la Universitat nacional de cultura i música de Kyiv (Київського національного університету культури і мистецтв.), Víktor Pàvlik va mamprendre la seua carrera musical amb el grup VIA a partir de 1983 i aconseguí certa popularitat a la zona de Ternópill. Treballà més endavant a l'orquestra filharmònica de la província de Ternópill fent gires per Ucraïna i també a l'estranger. Es feu famós amb les cançons Ти подобаєшся мені ("m'agrades") el 1994, Шикидим (cançó en part en turc). Fou guardonat amb el títol prestigiós d'artista meritori d'Ucraïna que li lliurà el 1999 l'aleshores president d'Ucraïna Leonid Kutxma.

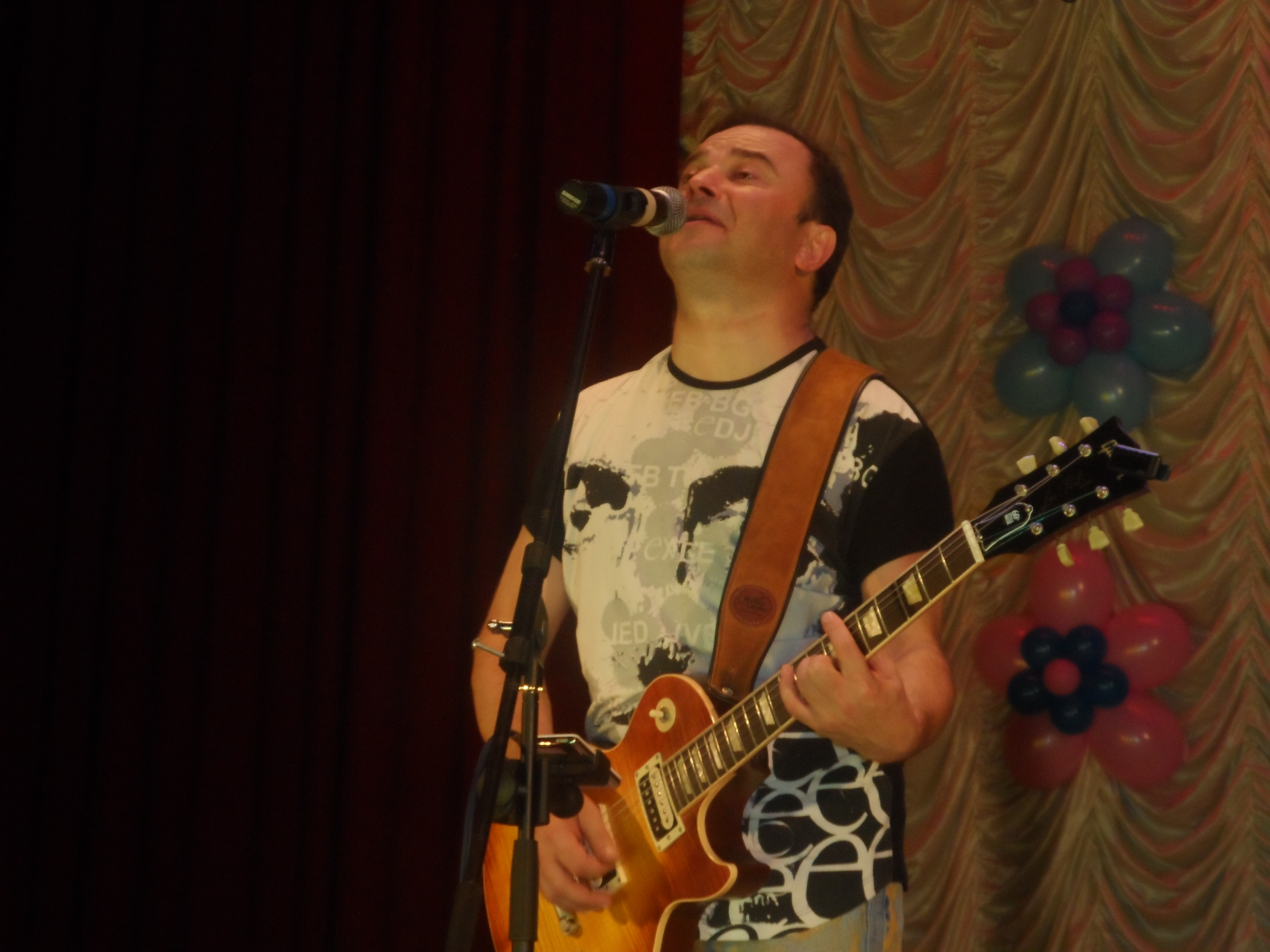

## Discografia
- «Шикидим» (1998)
- «Анна-Марія» ('Anna-Maria, 1999)
- «Диво» (2000)
- «Світку мій високий» (2001)
- «Дівчина-сонце» ('Noia-sol', 2002)
- «Дякуючи Богу» ('Gràcies Déu!', 2003)
- «Слава Богу!» ('Gràcies a Déu!', 2004)
- «Танцюймо разом» ('Dancem junts', 2005)
- «Кімната в середині мого серця» (2005).